# Ubiquiti Networks
Ubiquiti Networks è un'azienda americana fondata nel 2005, con sede a San Jose, in California, specializzata nella produzione di apparati di rete (router, switch, access points, firewall), telecamere IP, telefoni IP, illuminazione, in genere destinati ad ambienti fuori del residenziale, sebbene siano utilizzabili anche in tale ambito. Richiedono competenze da sistemista per le configurazioni e comunque non sono mai plug&play.
Sono inoltre caratterizzati dal poter essere gestiti tutti insieme da un'interfaccia denominata UniFi Controller, il cui software va tenuto sempre in esecuzione su un server o su una UniFi CloudKey, posizionati all'interno della rete.
Gli apparati wireless prodotti da Ubiquiti Networks utilizzano un sistema operativo basato su Linux, e chip WLAN prodotti da Atheros.